# Pukará del Cerro de La Compañía
Der Pukará del Cerro de La Compañía (Sinngemäß: Jesuitenberg-Festung) ist eine historische Festungsanlage auf einem Inselberg im chilenischen Zentraltal bei Rancagua. Im 14. Jahrhundert von der lokalen indigenen Bevölkerung erbaut, wurde die Festung ab Mitte des 15. Jahrhunderts von den Inka übernommen und zu einer Garnison und einem regionalen Versorgungszentrum ausgebaut. Die Anlage ist eines der am südlichsten gelegenen Inka-Bauwerke.

## Beschreibung
Der Pukará befindet sich auf dem Cerro Grande de La Compañía (), einem Inselberg in der Cachapoal-Ebene, in der Gemeinde Graneros bei Rancagua, rund 90 km südlich von Santiago de Chile gelegen.
Der Berg mit 677 m Höhe und 60 ha Grundfläche zeichnet sich durch diverse natürliche Felsstufen und einen Steilhang an seiner Nordseite aus. Er war umgeben von Sümpfen und Mooren, die heute weitestgehend trockengelegt sind. Zur strategisch günstigen Lage gehören optimale Sichtbedingungen in alle Richtungen. Nach Norden sind Angostura de Paine () und der Chada-Pass () zu sehen, über die Wege nach Santiago führen. Nach Süden reicht der Blick bis Angostura de Rigolemo (). Das sind rund 60 km in Nord-Süd-Richtung. In Ost-West-Richtung kann das an dieser Stelle rund 20 km weite Tal in seiner ganzen Breite vom Fuß der Anden im Osten bis zur Küstenkordillere im Westen überblickt werden. Der Berg liegt am Qhapaq Ñan, dem historischen Fernverkehrsweg, der die Region nach Norden mit dem zirka 2300 km entfernten Cuzco, der Hauptstadt des Inka-Reiches Tawantinsuyo, verband und nach Süden bis zur nahe gelegenen südlichen Grenze führt. Er lag auch an einem alten Weg, der das Andenhochland im Osten und die Küste im Westen verband.
Es gibt drei Steinmauerringe in verschiedenen Höhenstufen. Die erste, auf 672 m höchstgelegene Mauer schließt über eine Strecke von 120 m die Gipfelkuppe mit 11 Gebäuden und ihrem zentralen Platz nach Osten und Süden ab, wobei sie teilweise als Stützmauer dient. Bei ihrer Entdeckung hatte sie 50 bis 60 cm Höhe mit vier Steinreihen, in ihrer unteren Hälfte mit Lehm befestigt. Nach Norden und Westen fällt das Gelände steil ab und bedurfte keiner Mauer. Ein 3,30 m breiter Durchgang liegt im Süden. Der zweite, mittlere Mauerring auf 625 bis 650 m Höhe umschließt, ausgehend vom Steilhang im Norden, die Bergkuppe in U-Form nach Osten, Süden und Westen. Er besteht aus zwei Mauern mit 440 m und 452 m Länge, die durch eine 15 m weite Lücke voneinander getrennt sind. Der dritte, untere Mauerring auf 610 bis 615 m Höhe, verläuft annähernd parallel zum zweiten und schließt ebenfalls die Ost-, Süd- und Westseite ab. Von ihm sind zwei Mauern erhalten mit insgesamt 666 m Länge.
Auf der Gipfelebene gibt es elf isoliert stehende Gebäude zu Wohn- und Verteidigungszwecken, im sogenannten Inka-Provinz-Stil gebaut. In anderen Bereichen gibt es Silos zum Lagern von Lebensmitteln, sogenannte collcas.

## Geschichte
Es können drei Epochen unterschieden werden. Die erste und älteste Epoche begann mit dem Ausbau des Bergs zur Festung durch die lokale indigene Bevölkerung und endete mit der militärischen Auseinandersetzung gegen die von Norden vordringenden Inka. Die bisher älteste, durch Altersbestimmungen an Keramiken nachgewiesene Inbesitznahme des Berges fand 1310 n. Chr. statt. Es wird vermutet, dass die Besiedlung auch älter sein kann. Die jüngsten Spuren aus dieser Epoche werden auf 1450 n. Chr. datiert. Die Wohngebäude aus dieser Zeit haben einen kreisförmigen Grundriss. Es ist bekannt, dass sich die lokale Bevölkerung, die sogenannten Promaucaes, mit dieser Festung gegen das expandierende Inka-Reich verteidigten.
Die zweite Epoche begann mit der Annexion der Region an das Kollasuyu, die Südprovinz des Inka-Imperiums, und endete mit der Zerschlagung des Inka-Staates durch spanische Konquistadoren. Die Inka übernahmen die Festung und bauten sie zu einer Garnison und einem Versorgungszentrum aus. Die Bauten, die einen Inka-Stil assimilieren, werden nach Keramikdatierungen auf 1430 n. Chr. bis 1530 n. Chr. geschätzt. Die Inka bauten auf dem Gipfelplateau innerhalb des höchstliegenden ersten Mauerrings einen Versammlungsplatz, einige isolierte Gebäude mit rechteckigem Grundriss und runde Lebensmittelsilos (Collcas). Der Pukará war Teil der Inka-Infrastruktur in Zentral-Chile, wie zahlreiche archäologische Funde belegen. Zur Zeit der größten Ausdehnung des Inka-Reiches lag dessen Südgrenze höchstens 200 km entfernt. Obwohl es in historischen Quellen Hinweise auf weitere Festungen und Siedlungen gibt, die südlicher gelegen sind, wurden in dieser Region bisher außer dem Pukará de La Compañía nur noch die Ruinen des Pukará La Muralla bei San Fernando und einige Siedlungen am Weg zum Maipo-Pass gefunden.
Die dritte Epoche begann mit der spanischen Konquista in Chile, als das Inka-Reich durch die Eroberung der Hauptstadt Cuzco und die Hinrichtung des Inkas schon besiegt war, und endete nach einem über Jahre andauernden Krieg mit der Unterwerfung der lokalen Bevölkerung unter die spanischen Kolonialherren. Die Promaucaes verteidigten sich mit Hilfe der Festung unter der Führung ihres Häuptlings Cachapoal gegen die vorrückenden Konquistadoren, 1535 zunächst erfolgreich gegen eine Truppe von Diego de Almagro und ab 1541 gegen Pedro de Valdivia. 1541/42 wurde die Festung erstmals von den Spaniern eingenommen. Es war zunächst ein Pyrrhussieg, der keine Kontrolle über die Bevölkerung brachte. Der Krieg dauerte danach noch mehrere Jahre, bis es den Konquistadoren gelang, ihre Herrschaft durchzusetzen.
Der Pukará verlor seine Bedeutung. Der Berg wurde Eigentum des Dominikanerordens und später des Jesuitenordens. So geriet die Festung, mitten in einer landwirtschaftlich intensiv genutzten und bevölkerten Zone gelegen, in Vergessenheit. Während chilenische Historiker aufgrund von bekannten Quellen immer wussten, dass es bei Rancagua einen wichtigen Pukará gegeben hatte, kannte anscheinend niemand den genauen Ort. Erst 1987/88 wurden in Dokumenten des Konvents Santo Domingo in Santiago topografische Hinweise gefunden, die es Archäologen ermöglichten, die Festung zu finden und zu untersuchen. 1997 wurde für den Bau einer Mobilfunk-Antennenanlage ein Weg für Fahrzeuge zum Gipfel geschoben. Dabei wurden einige Gebäude der Festung beschädigt oder zerstört.